# Psicología humanista
Se denomina Psicología humanista a un movimiento de la Psicología que surge en el siglo XX y se desarrolla fundamentalmente en las décadas de los años 50 y 60.
Nace en Estados Unidos con el lanzamiento del manifiesto Bugental, como reacción al psicoanálisis y conductismo más ortodoxo que imperaban en la práctica psicoterapeútica en aquel entonces. Sin embargo, esta corriente no se ha considerado nunca a sí misma como competitiva con las otras dos sino con vocación de complementarlas, e incluso integrarlas en un contexto teórico más amplio.
El conductismo (Watson, Hull, Skinner) se basaba en la idea de que la conciencia humana, en el caso de existir, era una dimensión de la persona que no se puede medir, y por consiguiente quedaba fuera del campo de su interés, ya que la psicología solo debía analizar la conducta mediante el estímulo y la respuesta. El psicoanálisis, desde un punto de vista radicalmente contrario, defendía que la conducta observable (es decir, cuantificable) del ser humano tiene sus raíces en un nivel no cuantificable al que se denomina inconsciente. Lo que podemos medir no es, por consiguiente, lo que mejor nos puede explicar esa conducta.
Ambos coincidían, no obstante, en el determinismo de dicha conducta.
La psicología humanista nace como reacción a esta simplificación del ser humano, proveniente de ambas teorías, y busca comprenderlo a través de los estudios integrales de los mismos. Tal y como expresó Maslow, pionero de la psicología humanista, frente a la concepción aséptica de los experimentos y la invisibilidad del experimentador, defendida desde el conductismo, defiende que al hombre solo se lo puede conocer en su humanidad a través de la humanidad del hombre que lo estudia; dicho de otra manera, el individuo que se siente respetado y querido durante un experimento, actúa con más naturalidad que el que se siente manipulado.
La Psicología humanista se caracterizó por apoyarse en concepciones del ser humano de profundas raíces filosóficas (con antecedentes que van de Sócrates a la fenomenología y la filosofía de la existencia y existencialismo), con raíces en Kierkegaard, Nietzsche, Heidegger, Merleau-Ponty y Sartre.
Pretende la consideración global de la persona y la acentuación en sus aspectos existenciales (la libertad, el conocimiento, la responsabilidad, la historicidad), cuestionando una concepción de la psicología que, desde la vocación de reconocerse como una ciencia natural, reducía al ser humano a variables cuantificables (conductismo), o centrada tan solo en aspectos negativos y patológicos del ser humano (psicoanálisis). Es decir: tanto el psicoanálisis como el conductismo, se basaban, principalmente, en tratar al ser humano como animal, cosa que es, pero no solamente (el psicoanálisis se centraba en los instintos y el conductismo en los mecanismos de acción, reacción y refuerzo.)[Cita requerida].
Por ello, uno de los teóricos humanistas más importantes de la época, el psicólogo estadounidense Abraham Maslow (1908-1970), quien había incursionado en el conductismo, denominó a este movimiento la Tercera Fuerza, para mostrar lo que se proponía con esta corriente: integrar las formas (aparentemente opuestas) en que se expresaba el quehacer psicológico de la época (conductismo y psicoanálisis) y dar un paso más allá de las mismas.

## Antecedentes
El pensamiento que influyó en el surgimiento de esta corriente es muy amplio pero podría resumirse como el que generaron todos aquellos que se han resistido a reducir la Psicología y el estudio de los seres humanos a una mera ciencia natural. Sin embargo, se pueden sistematizar sus influencias en varios grupos principales:
- En cuanto a la crítica al mecanicismo y reduccionismo de la Psicología en tanto ciencia natural y su propuesta de poner énfasis en la intencionalidad del ser humano como individuo total, se puede citar a Franz Brentano y su concepto de intencionalidad; a Oswald Külpe, con su antielementarismo; a Wilhelm Dilthey y a William James, con su estudio sobre la conciencia y la introspección.[10]
- En el aporte de figuras disidentes de la ortodoxia freudiana, se pueden contar como influencias a Erich Fromm, con su foco en la búsqueda existencial de los seres humanos; a Karen Horney; a Erik Erikson, con su concepción sociocultural del desarrollo humano; a Fritz Perls y el desarrollo de la Terapia Gestalt;[11] a Carl Gustav Jung, con su estudio de la espiritualidad humana y su lucha por autodesarrollarse; a Alfred Adler, con el complejo de inferioridad y su ulterior voluntad de poderío; a Wilhelm Reich, con su reivindicación del cuerpo en la Psicoterapia; a Eric Berne, padre del Análisis Transaccional, con su contribución sobre los juegos psicológicos y el guion psicológico[12][13][14] y a Viktor Frankl, con la creación de la Logoterapia y la búsqueda del sentido de la existencia que esta propone.[15] No obstante, este último realizó una importante crítica a la Psicología humanista.
- Las teorías de la personalidad que emergieron en esos momentos y que intentaron mostrar al ser humano más en función de sus motivaciones y necesidades que en función de sus patologías o determinaciones, como las de Gordon Allport y Henry Murray.
- El método fenomenológico redefinido por Edmund Husserl, la ontología de Martin Heidegger, la teoría existencial de Søren Kierkegaard, quien influyó a autores como Karl Jaspers, Medard Boss y Ludwig Binswanger (en Europa) y Rollo May.[6][7]

## Planteamientos fundamentales en la psicología
Dentro de esta corriente, los enfoques teóricos y terapéuticos son tan diversos que no es posible plantear un modelo teórico único. Lo que sí se puede extrapolar de estas diversas teorías y enfoques son una serie de principios y énfasis (Kalawski, citado por Bagladi):
1. Énfasis en lo único y personal de la naturaleza humana: el ser humano es considerado único e irrepetible. Tenemos la tarea de desarrollar eso único y especial que somos, así, ámbitos como el juego y la creatividad son considerados fundamentales.
2. Confianza en la naturaleza y búsqueda de lo natural: el ser humano es de naturaleza intrínsecamente buena y con tendencia innata a la autorrealización. La naturaleza, de la que este ser humano forma parte, expresa una sabiduría mayor. Por lo tanto, como seres humanos debemos confiar en la forma en que las cosas ocurren, evitando controlarnos o controlar nuestro entorno.
3. Concepto de conciencia ampliado: la conciencia que tenemos de nosotros mismos y la forma en que nos identificamos con nuestro yo o ego, es uno de los varios estados y niveles de conciencia a los que podemos llegar, pero no es el único.
4. Trascendencia del ego y direccionamiento hacia la totalidad que somos: la tendencia en el curso de nuestra autorrealización es ir alcanzando cada vez niveles de conciencia más evolucionados, que se caracterizan por ser cada vez más integradores de partes de nosotros mismos y de nuestra relación con el resto y con la totalidad. Véase también Psicología transpersonal.
5. Superación de la escisión mente/cuerpo: la psicología humanista parte desde un reconocimiento del cuerpo como una fuente válida de mensajes acerca de lo que somos, hacemos y sentimos, así como medio de expresión de nuestras intenciones y pensamientos. Funcionamos como un organismo total, en que mente y cuerpo son distinciones hechas solo para facilitar la comprensión teórica.
6. Requilibrio entre polaridades y revalorización de lo emocional: la cultura occidental ha tendido a valorar lo racional sobre lo emocional, la acción frente a la contemplación, etc. Esto produce un desequilibrio en nuestro organismo, ya que desconoce aspectos valiosos de nosotros mismos o los subestima, relegándolos al control de otros. El cultivo de lo emocional, lo intuitivo, lo contemplativo, por parte de la psicología humanista, es un intento por restablecer ese equilibrio.
7. Valoración de una comunicación que implique el reconocimiento del otro en cuanto tal: dejar de reconocer a los demás como objetos o medios para alcanzar nuestros propósitos personales es uno de los énfasis principales de esta corriente. Esta forma restringida de relacionarse con los demás se transforma en una barrera comunicacional entre los seres humanos, ya que nos concentramos en solo una parte del otro (la que nos es útil, por ejemplo), y dejamos de verlo como un ser total, impidiendo una comunicación plena.

Los postulados básicos de la Psicología Humanista fueron definidos por Bugental en 1964 y recogidos posteriormente en multitud de publicaciones: 
1. Los seres humanos, en cuanto tales, suponen una entidad que supera la suma de sus partes. Nunca pueden ser reducidos a sus componentes.
2. Los seres humanos existen en un único contexto humano, incluido en una ecología cósmica.
3. Los seres humanos son conscientes y conscientes de ser conscientes. La conciencia humana incluye siempre la consciencia de uno mismo en el contexto de otras personas.
4. Los seres humanos tienen cierta capacidad de elección y, por tanto, responsabilidad.
5. Los seres humanos son intencionales, tienen metas. Son conscientes de que causan determinadas acciones futuras y buscan el sentido, el valor y la creatividad.[16]

La Psicología humanista considera, por tanto, que:
- El ser humano es un ser global que debe ser considerado como un todo en el que figuran y convergen: sentimientos, pensamientos, conductas, acciones.

- Las conductas del ser humano son intencionales, y tienen sentido desde la perspectiva material como desde la perspectiva personal de dignidad y libertad.[7]

- Toda la existencia humana se desarrolla y transcurre en un contexto interpersonal, este contexto interpersonal es necesario e importante en el desarrollo individual pero teniendo en cuenta la individualidad del ser humano en las relaciones sociales.

- Los seres humanos son seres o personas autónomas, dentro de las relaciones existenciales de interpersonalidad tienen la capacidad de tomar sus propias decisiones, decisiones que dirigen su desarrollo. Este principio es complementario al principio de la necesidad de un contexto interpersonal, de tal manera que solamente una persona autónoma es capaz de asumir sus responsabilidades dentro de las relaciones interpersonales.

- La autorrealización es la tendencia inherente a las personas, es lo que produce la individualidad y el crecimiento e indiferenciación personal.

- La experiencia interior del ser humano es experimentada como personal y con un significado que es producido por la propia persona, este significado a sus experiencias y vivencias son ejes fundamentales del desarrollo y de las percepciones personales que sobre uno mismo las personas desarrollan.

Tal y como afirma José Luis Martorell, la psicología humanista incluye a todos aquellos autores y corrientes que han desarrollado sus propuestas apuntando a una cierta concepción del ser humano, del objeto de la psicología, de la patología, de la intervención psicológica y del método para obtener conocimientos sobre todo lo anterior que se engarzan en la tradición filosófica humanista. Entre ellas destacamos: 
1.-Las propuestas de Carl Rogers (1902-1987), las cuales pueden considerarse las más influyentes y conocidas de entre las que surgieron dentro del movimiento humanista. Su enfoque terapéutico, la terapia centrada en el cliente, también es conocido como terapia no directiva. La hipótesis central de este enfoque la establece así brevemente Rogers: el individuo posee en sí mismo medios para la autocomprensión, para el cambio del concepto de sí mismo, de las actitudes y del comportamiento autodirigido; estos medios pueden ser explotados con solo proporcionar un clima determinado de actitudes psicológicas favorable.
2.- Logoterapia. Sin duda alguna, el impulsor del estudio psicológico del significado de la vida fue el psiquiatra austriaco Viktor Frankl, (1905-1997). Frankl estudio medicina en Viena, donde conoció a Freud y Adler, y se especializó en psiquiatría. Desde 1942 hasta 1945, año en que fue liberado por el ejército estadounidense, pasó por distintos campos de concentración nazis, en los que murieron sus padres, su hermano, su cuñada y su esposa, con la que se había casado unos meses antes de ser llevado prisionero. Tras su liberación, regresó a Viena y escribió El hombre en busca de sentido, donde describe la vida de los prisioneros de los campos de concentración desde la perspectiva de un observador de la naturaleza humana. Afirma que incluso en las condiciones de sufrimiento y deshumanización más extremas, es posible encontrar una razón para vivir, un significado.
Esa reflexión le llevó a desarrollar la logoterapia (psicoterapia mediante el sentido). Tal y como explica el mismo Frankl Logos es una palabra griega que equivale a "sentido", "significado" o "propósito". La Logoterapia se centra en el sentido de la existencia humana y en la búsqueda de ese sentido por parte del hombre. Para Frankl, la primera fuerza motivante del ser humano, es la lucha por encontrarle un sentido a su propia vida. Por eso alude constantemente a la voluntad de sentido, en contraste con el principio del placer, que rige el psicoanálisis freudiano y, en contraste, también con la voluntad de poder, enfatizada por la psicología de Alfred Adler.
3.- El Análisis transaccional de Eric Berne (1910-1970), presenta un enfoque de origen psicoanalítico, que centra la ayuda terapéutica en la restauración del potencial existencial original en el ser humano, de confianza en la persona.  Berne configuró un sistema de intervención psicológica basado en sus observaciones en torno a la psicoterapia de grupos, otorgándole el nombre de “Análisis Transaccional”. En 1958, comienza a trabajar en el seminario de Psiquiatría Social en San Francisco, distinguiéndose desde entonces por implicar en su quehacer un enfoque terapéutico que no se concentraba dentro del esquema de la enfermedad y de la psicopatología, sino más bien, en aspectos cognitivo-racionales y conductuales de la personalidad, orientando todo el proceso hacia la toma de conciencia de las personas en relación con su capacidad de decisión y con la posibilidad de cambiar de manera significativa el curso de su vida.
El núcleo de la psicología transaccional y de la terapia de Análisis Transaccional se centra en trabajar con los estados del yo que se producen en las relaciones personales (padre, adulto, niño), de tal manera que ciertos estados del yo pueden, en relación con otros yos, crear malestar o patologías de forma consciente o inconsciente.
Otro concepto desarrollado por Berne es el del guión de vida. Estos guiones están basado en mensajes implantados en la infancia, los cuales constituyen un marco de referencia sobre cómo actuar, relacionarse y vivir. Esos mensajes pueden promover el éxito o el fracaso, una vida feliz o desafortunada. También se les conoce como mandatos del guion y suele ser necesario trabajarlos en terapia con el fin de identificarlos, y tomar conciencia de cuando actuamos bajo su influencia.
4.- Enfoque bioenergético de Lowen. El enfoque bioenergético de Alexander Lowen (1910-2008) con raíces en los postulados de Wilhelm Reich (1897- 1957) dentro de la corriente psicoanalítica y su propuesta del análisis del carácter. El carácter entendido como la máscara que cubre  a la persona para poder convivir con los impulsos derivados de los instintos y evitar así la neurosis, pero la represión puede producir no solamente neurosis, sino además angustia y sentimientos intensos negativos producto de la tensión que procede de la dificultad de dejar expresar libremente la energía biológica. Los conflictos y tensiones se manifiestan en el cuerpo y deben tratarse mediante ejercicios que permitan liberar tensiones.
5.- El psicodrama de Jacob Levy Moreno (1892-1974). Dentro de las teorías humanistas está relacionado con la patología que surge cuando las personas admiten  roles inadecuados y además los convierten en roles rígidos que van dañando a la persona. Para eliminar las patologías que se derivan de los roles que asumen las personas es necesario realizar psicodramas, o psicoterapias que permitan deshacerse de esos roles y asumir otros adecuados.
6.- La Psicoterapia Integrativa es una de las escuelas psicoterapéuticas humanistas más recientes cuya premisa central expresa que el contacto constituye la experiencia motivadora primaria de la conducta humana.
En palabras del Richard G. Erskine, principal representante de la Psicoterapia Integrativa la curación de las heridas emocionales y relacionales se produce a través de una relación terapéutica de pleno contacto.
El significado original y principal de Psicoterapia Integrativa se refiere al proceso de integración de la personalidad: ayudar al cliente a asimilar y armonizar el contenido de sus conductas, pensamiento y emociones automatizadas, a relajar sus mecanismos auto-protectores, a reestructurar creencias perjudiciales y a reencontrarse en el mundo con un contacto pleno en el aquí y ahora. Es el proceso de crear la totalidad: tomar aspectos desapropiados, automatizados y no resueltos y hacer que formen parte de un yo cohesionado.
El término Integrativa también se refiere a la integración de la teoría, a la unión de los sistemas afectivos, cognitivos, conductuales y fisiológicos para abordar la psicoterapia. Los conceptos se utilizan dentro de una perspectiva del desarrollo humano.
La Psicoterapia Integrativa es, además, un modelo que correlaciona constructos de múltiples corrientes teóricas diferentes que dan como resultado una organización única de ideas teóricas y métodos correspondientes de intervención clínica. Los conceptos de contacto-en-la-relación (Terapia Gestalt), Estados del Yo y Guion de Vida (Análisis Transaccional) son fundamentales para esta teoría integradora.

## Influencia en otras escuelas teóricas
Desde los años 1990s se ha dado una creciente adopción de ideas y principios propios de la psicología humanista en otras teorías psicológicas que anteriormente parecían opuestas e incompatibles. Así, en la ciencia cognitiva, la aparición del enactivismo de Francisco Varela, una forma de teoría corporizada de la cognición, retoma explícitamente temáticas de meditación y trascendencia desde la filosofía budista (véase mindfulness).
Además, Varela y colaboradores están entre los pioneros de la ciencia cognitiva encarnada, paradigma de las ciencias cognitivas que sostiene que muchas características de la cognición están determinadas por aspectos de todo el cuerpo del organismo, una idea coherente con afirmaciones clásicas del psicodrama, las terapias corporales y la psicología humanista, y que contrasta con el énfasis intelectualista que solía caracterizar (y hasta cierto punto todavía caracteriza) a la ciencia cognitiva.
Y en la psicología neo-conductista, la aparición de las "terapias de tercera generación" tales como la terapia de aceptación y compromiso (ACT) de Steven Hayes y la terapia dialéctica conductual de Marsha M. Linehan retoman la meditación budista y la toma de distancia respecto de los propios pensamientos, ideas que ya había sido exploradas en profundidad por psicólogos humanistas y transpersonales como Roger Walsh y otros varias décadas antes.
De hecho, Hayes y sus colegas afirmaron en su libro que introdujo ACT que 

“Muchas o incluso la mayoría de las técnicas de ACT han sido tomadas de otros lugares: del movimiento del potencial humano, las tradiciones orientales, la terapia conductual, las tradiciones místicas y similares”.
S. Hayes, K. Strosahl y K. Wilson, 1999, p. 15.

En su artículo Humanistic Psychology and Contextual Behavioral Perspectives, Steven Hayes afirma que algunas de las críticas clásicas de la psicología humanista al conductismo han resultado ser correctas.